# Auburn (Illinois)
Auburn – miasto w Stanach Zjednoczonych, w stanie Illinois, w hrabstwie Sangamon.